# New Kids on the Block (album)
Albums de New Kids on the Block
Hangin' Tough
(1988)
Singles
1. Be My Girl
Sortie : 5 mars 1986
2. Stop It Girl
Sortie : 6 juillet 1986
3. Didn't I (Blow Your Mind This Time)
Sortie : 11 août 1989

New Kids on the Block est le premier album studio du boys band américain New Kids on the Block, sorti aux États-Unis au printemps de 1986.
Initialement, l'album n'a pas marché.
Mais quand les News Kids on the Block sont devenus populaires (en plein triomphe du leur second album Hangin' Tough, sorti en 1988), le premier album a également capté l'attention du grand public. Dans la semaine du 5 août 1989, il debute à la 160e place du classement des albums du magazine américain Billboard, le Billboard 200, et a grimpé pour attendre la 25e place pour la semaine du 30 décembre. (C'était aussi grâce au fait que le label du groupe, Columbia Records, a decidé de promovoir le premier album en sortant une chanson de cet album, Didn't I (Blow Your Mind This Time), en single en août 1989.)

## Liste des pistes
| No  | Titre                     | Auteur                                   | Durée |
| --- | ------------------------- | ---------------------------------------- | ----- |
| 1.  | Stop It Girl              | Maurice Starr                            | 3:43  |
| 2.  | Didn't I (Blow Your Mind) | Thom Bell, William Hart                  | 4:24  |
| 3.  | Popsicle                  | Starr                                    | 4:49  |
| 4.  | Angel                     | Starr, James Cappra                      | 3:32  |
| 5.  | Be My Girl                | Starr                                    | 3:55  |
| 6.  | New Kids on the Block     | Starr, Donnie Wahlberg                   |       |
| 7.  | Are You Down?             | A.J., Erik Nuri, Kenneth Banks, Wahlberg | 5:00  |
| 8.  | I Wanna Be Loved by You   | Starr                                    | 4:56  |
| 9.  | Don't Give Up on Me       | Starr                                    | 4:45  |
| 10. | Treat Me Right            | Starr                                    | 4:17  |